# جيري ماريك
جيري ماريك (بالتشيكية: Jiří Marek)‏ هو صحفي وكاتب سيناريو وكاتب تشيكي، ولد في 30 مايو 1914 في براغ في التشيك، وتوفي بنفس المكان في 10 ديسمبر 1994.

## وصلات خارجية
- جيري ماريك على موقع IMDb (الإنجليزية)
- جيري ماريك على موقع ميوزك برينز (الإنجليزية)
- جيري ماريك على موقع ديسكوغز (الإنجليزية)
- جيري ماريك على موقع قاعدة بيانات الفيلم (الإنجليزية)